# Allmand Chaoten Orchester

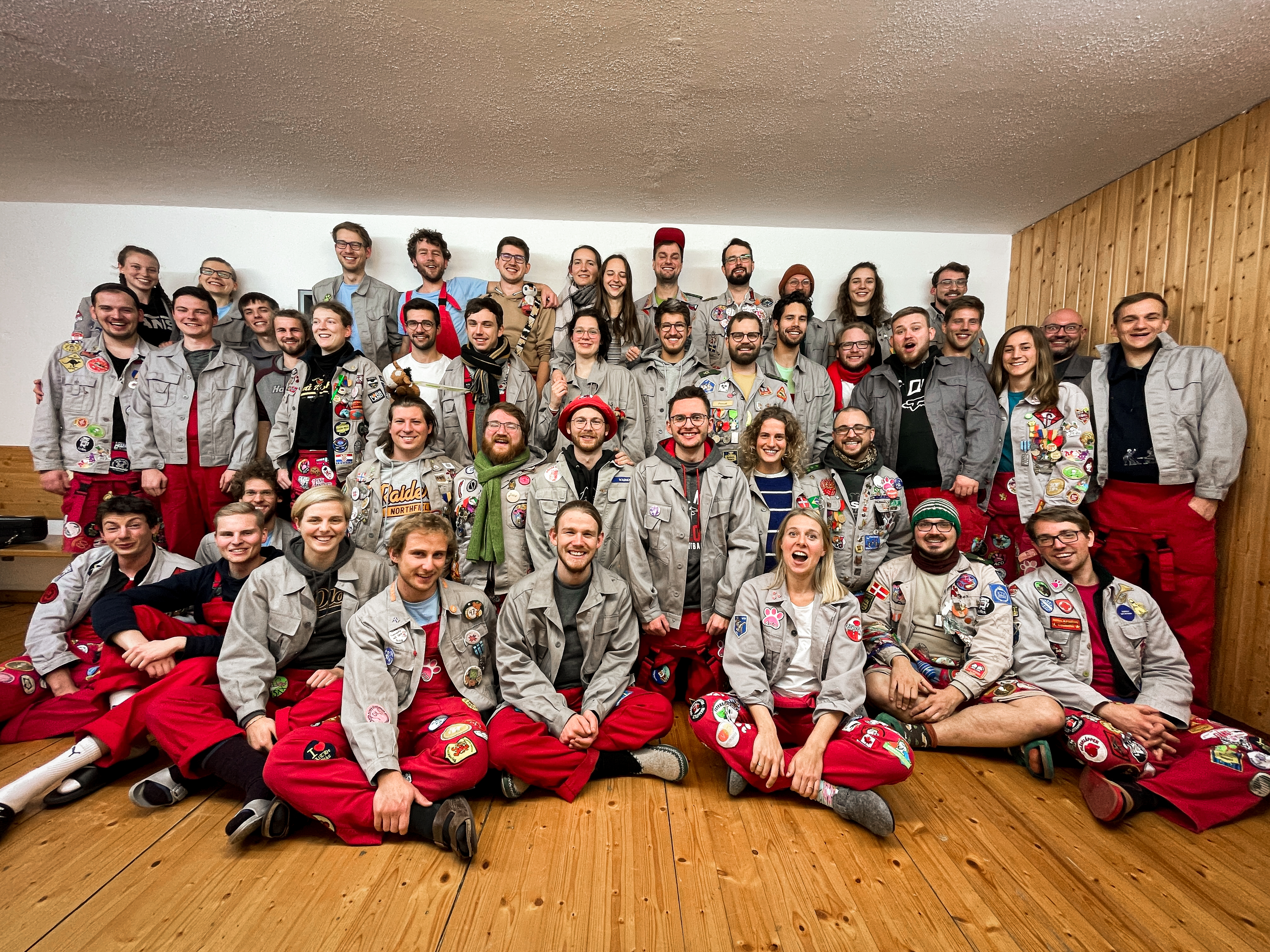
Allmand Chaoten Orchester 2022

Allmand Chaoten Orchester Stuttgart (ACO), ungefär "Allmands kaosorkester", är ett tyskt storband vid universitetet i Stuttgart. Majoriteten av dess medlemmar är studenter vid universitet och högskolor i regionen. Orkesterns konserter och shower har influenser av den svenska studentorkestertraditionen och de känns igen genom sina röda hängslebyxor och gråa jackor, ofta utsmyckade med märken och medaljer.

## Historia
År 1978 grundades Allmand Chaoten Orchester av studerande vid Stuttgarts universitet. Platsen för grundandet var studenthemmet Allmandring 1 i närheten av campus Vaihingen där orkestern också lånat den första delen av sitt namn. Till en början bestod repertoaren främst av klassisk blåsmusik men utvecklades sedermera till dixieland och vidare till att innehålla mer och mer storbandsmusik. Idag utgörs orkesterns repertoar av stycken inom genrerna swing, funk, rockmusik och popmusik för att nämna några. Sedan 1989 är Allmand Chaoten Orchester en officiell förening (e.V.) i Stuttgarts föreningsregister. Vid detta tillfälle anammades också den tecknade figuren Rosa Pantern som den nya föreningens officiella skyddshelgon, en version av Rosa pantern pryder föreningens logotyp.
Genom kontakt med storbandet Tupplurarna från Uppsala introducerades ACO för det svenska konceptet av studentorkester. Efter detta utbyte anammades mycket av denna kultur under 1980-talet, däribland den specifika klädstilen, som från början utgjordes av gråa overaller med utsmyckningar, samt idén med att underhålla publiken genom att utföra spex på scen under och mellan låtar. ACO deltar sedan 1988 på den årliga studentorkesterfestivalen som växelvis är i de svenska städerna Linköping (SOF) och Uppsala (STORK), på vägen dit har ACO givit konserter i flera olika platser i Tyskland såväl som i Central- och Östeuropa och i Sverige. Fram till 2008 deltog även ”Internationalen Spätzle Balett”, ACO:s dansgrupp på spelningar. Numer görs dansnummerna, kallat shower, av orkestermedlemmarna. 
År 1981 gav Allmand Chaoten Orchester ut sin första skiva, som fick orkesterns namn. Fyra album följde, däribland en live-inspelning med Potato Jazz från 1997. Den senaste skivan är Das Rotarose Album och kom ut 2010. 
År 1998 grundades Senioren Allmand Chaoten Orchester (SACO) av och för tidigare aktiva medlemmar i ACO. För att fira ACO:s 40-årsjubileum gav ACO och SACO en gemensam konsert i Stuttgart Vahingen. År 2022 deltog ACO, som första storbandet någonsin på pride-festivalen CSD i Freiburg i södra Tyskland. 

## Diskografi[6]
- 1981 - Allmand Chaoten Orchester
- 1989 - Zu Toll
- 1994 - Pool Jazz
- 1997 - Potato Jazz
- 2010 - Das Rosarote Album